# هوتنيك نوفا هوتا
هوتنيك نوفا هوتا هو نادي كرة قدم في بولندا تأسس في 1950. يقع مقره في كراكوف. لعب في الدوري البولندي الممتاز وكانت أفضل نتيجة له هو الحصول على المركز الثالث في سنة 1996. من أبرز لاعبيه السابقين مارتشين فاشيليفسكي وميكال بازدان.